# Мои дни с Мёрси
Мои дни с Мёрси (англ. My Days of Mercy) — американо-британский мелодраматический фильм 2017 года режиссёра Тали Шалом-Эзер. Премьера фильма состоялась международном кинофестивале в Торонто 8 сентября 2017 года.

## Сюжет
Борец за отмену смертной казни Люси надеется спасти своего отца, приговорённого к смертной казни. Одновременно она завязывает роман с полицейской дочкой Мёрси, которая находится по другую сторону баррикад. Женщины постепенно узнают друг друга и их отношения меняются от враждебности до любопытства и физической страсти.

## В ролях
| Актёр          | Роль         |
| -------------- | ------------ |
| Эллен Пейдж    | Люси Морроу  |
| Кейт Мара      | Мёрси        |
| Эми Сайметц    | Марта Морроу |
| Брайан Герати  | Уэлдон       |
| Элиас Котеас   | Симон Морроу |
| Чарли Шотуэлл  | Бенджамин    |
| Джейк Робинсон | Ян           |

## Съёмки
Съёмки фильма начались 19 сентября 2016 года.